# Fluticasonfuroaat
Fluticasonfuroaat is de ester van fluticason, een synthetisch corticosteroïde, en 2-furaanzuur. Het is een geneesmiddel dat gebruikt wordt om de symptomen van allergische rinitis te bestrijden. Het is een product van GlaxoSmithKline en wordt als neusspray verkocht onder de merknamen Veramyst in de Verenigde Staten en Avamys in Canada en Europa. In de Europese Unie is Avamys sinds 11 januari 2008 vergund.